# Trogoderma morio
Trogoderma morio là một loài bọ cánh cứng trong họ Dermestidae. Loài này được Erichson miêu tả khoa học năm 1842.